# Altagracia (Torres)
Pour les articles homonymes, voir Altagracia.
Altagracia est l'une des dix-sept paroisses civiles de la municipalité de Torres dans l'État de Lara au Venezuela. Sa capitale est Altagracia.

## Géographie

### Démographie
Hormis sa capitale Altagracia, la paroisse civile ne comporte aucun autre noyau de population important. De nombreux écarts sont disséminés sur le territoire.